# Nari Ward
Nari Ward (* 1963 in St. Andrew) ist ein jamaikanisch- US-amerikanischer Installationskünstler.

## Leben und Werk
Nari Ward studierte bis zum Bachelor (1991) am Hunter College in New York, ein Jahr später erlangte er den Master am Brooklyn College. In den frühen 1990er Jahren lebte Ward in Harlem und freundete sich mit mehreren renommierten Künstlern in seiner Nachbarschaft an, unter anderen mit David Hammons. Nari Ward ist Professor am Hunter College

„Nari Ward verarbeitet im öffentlichen Raum aufgelesene Fundstücke zu Skulpturen und Installationen und stellt mit persönlichen Erfahrungen aufgeladene Szenen nach. Dabei greift er auf seine scheinbar unerschöpfliche Sammlung von überholten Haushaltsgegenständen – Waschmaschinen, Stereogeräte, Bügelbretter, Kinderwagen und Bettsprungfedern – zurück, um einen normalerweise sachlich-nüchternen Galerieraum in eine Spielwiese der Vorstellungskraft zu verwandeln.“

Ward wurde mit zahlreichen renommierten Preisen ausgezeichnet und stellt international aus.